# Johannes brandstation

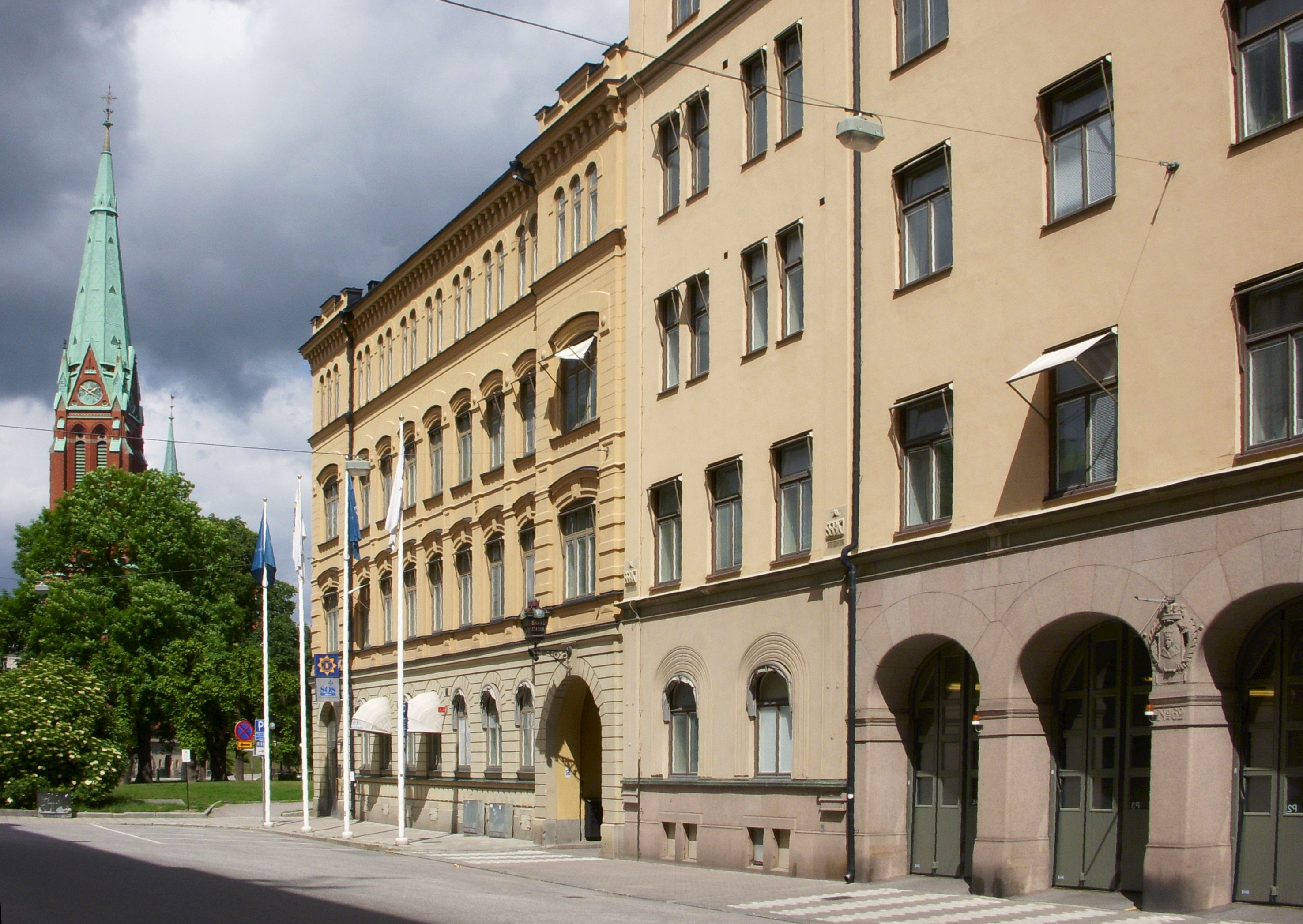
Johannes Brandstation, 2009.

Johannes brandstation ligger på Malmskillnadsgatan 62-64 på Norrmalm i Stockholm. Stationen invigdes 1878 och är sedan dess Storstockholms brandförsvars huvudstation. Johannes brandstation är en av fyra stationer i Stockholms innerstad, de tre andra är Kungsholmens brandstation, Katarina brandstation och Östermalms brandstation.

## Bakgrund

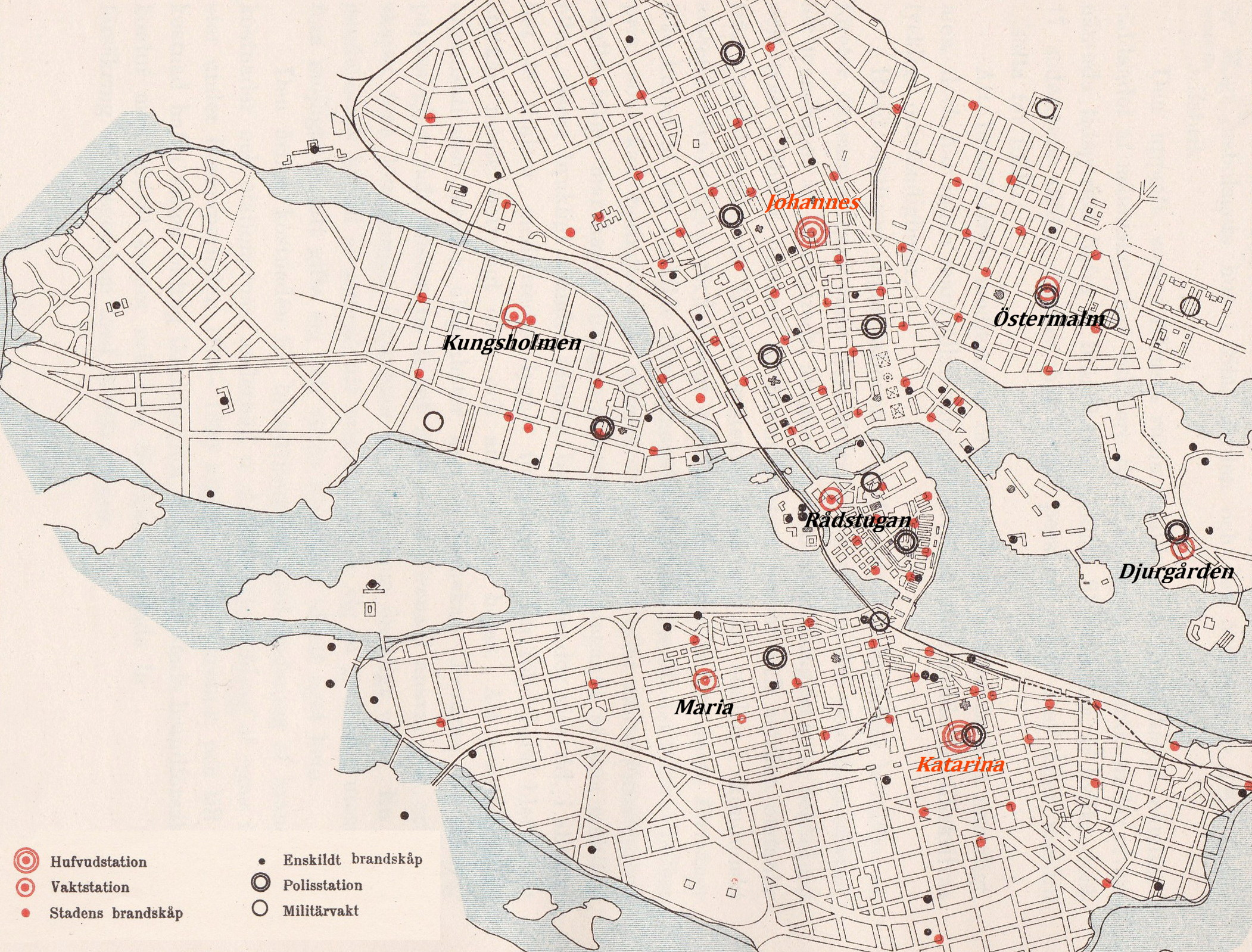
Brandstationer i Stockholm 1897.

År 1875 utkom en ny brandordning för Stockholms stad, som för första gången fick en yrkesbrandkår, föregångaren till dagens Storstockholms brandförsvar.  Där bestämdes följande: "För elds dämpande under vanliga förhållanden och räddningsarbetes verkställande skall finnas en särskild, på militärisk fot ordnad, under befäl ställd och för ändamålet övad kår av minst hundra man förutom befäl och underbefäl". 
Dessutom bestämdes att Stockholm skulle ha sju brandstationer, varav två huvudstationer, en på Norrmalm (Johannes brandstation, invigd 1878) och en på Södermalm (Katarina brandstation, invigd 1876) samt fem understationer eller vaktstationer, som låg på Södermalm (Maria brand- och polisstation), på Östermalm (Östermalms brandstation), på Kungsholmen (Kungsholmens brandstation), på Djurgården (Djurgårdens brandstation) och i Gamla stan inrättades 1876 Rådstugans brandstation i Bondeska palatset.

## Brandstationen

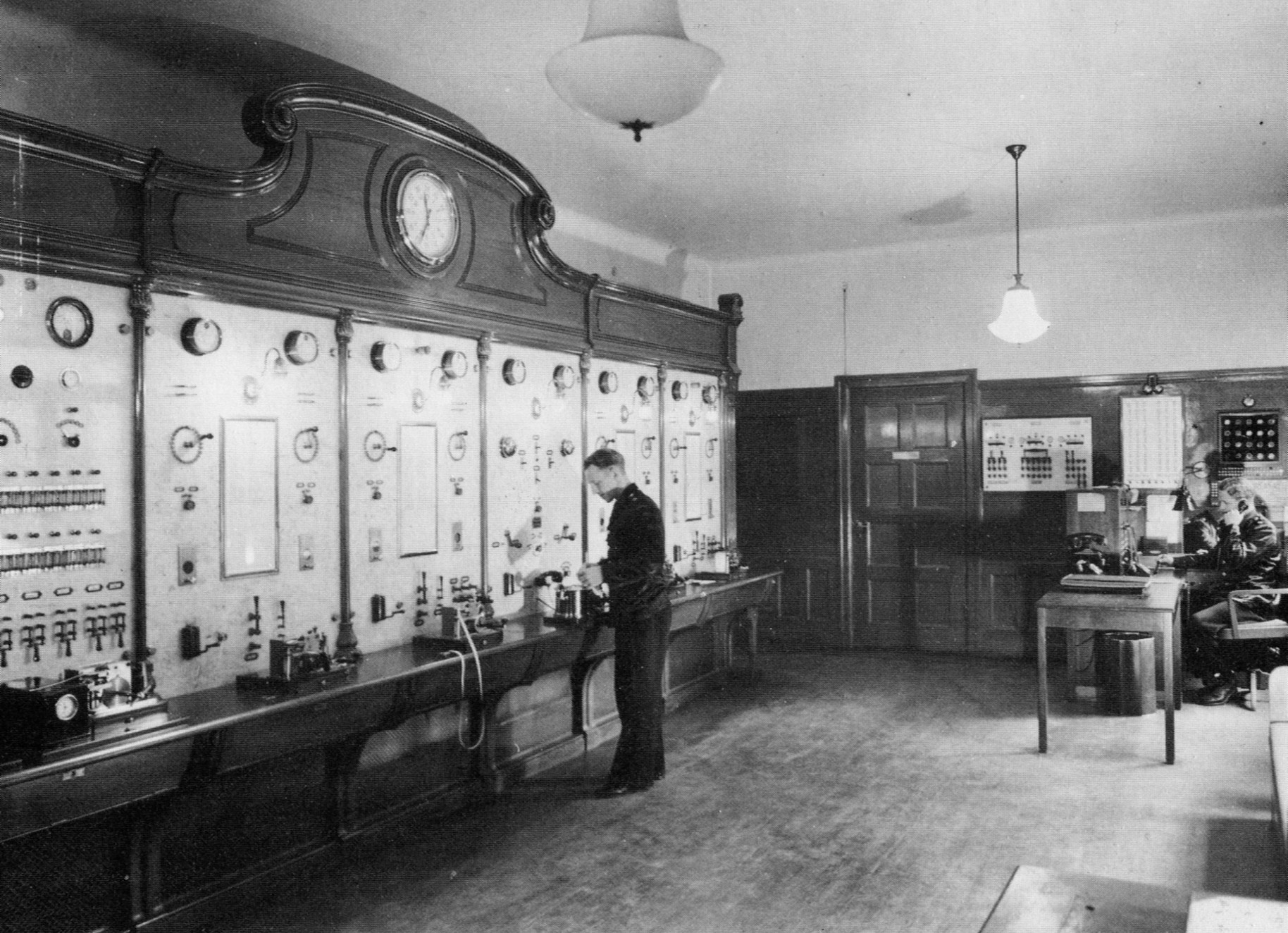
Stationens brandtelegraf, 1945.

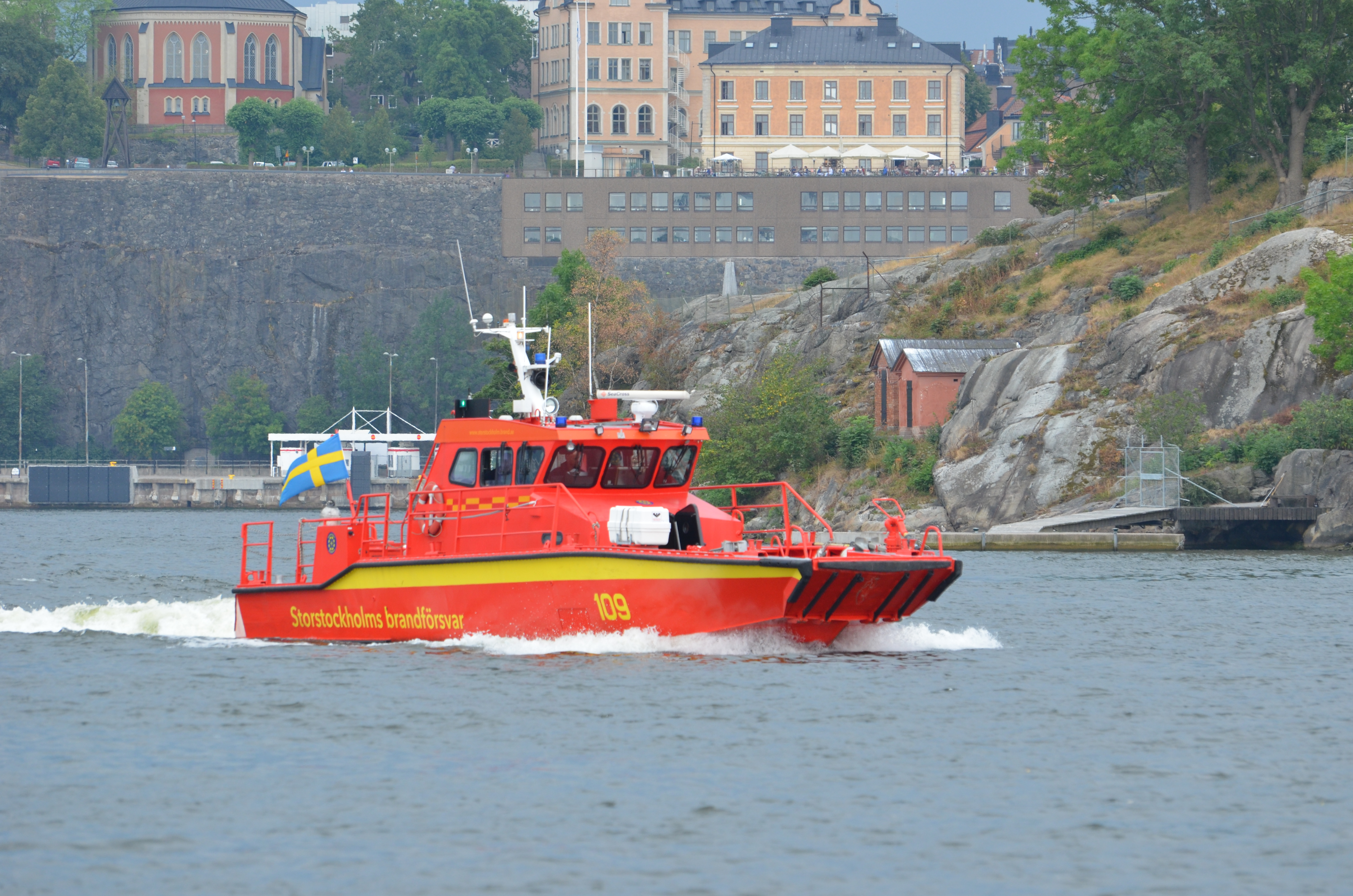
Brandbåt 109 ingår i Johannes brandstations organisation.

Stationen är brandförsvarets näst äldsta brandstation efter Katarina brandstation (invigd 1876) på Södermalm. Johannesstationen ritades av arkitekten och hovintendenten Axel Fredrik Nyström. Stationen invigdes den 9 oktober 1878 av överståthållaren, tre år efter att Stockholms brandförsvar bildades. Som mest hade man fjorton hästar, 1916 hade samtliga ersatts av motorfordon och stallet byggdes om till reparations- och tvätthall för bilar.
Sedan 1878 har Johannes brandstation varit Stockholms huvudbrandstation och är numera även huvudbrandstation i Storstockholms brandförsvar. För att kunna fullfölja sina uppgifter har stationen byggts om och till ett flertal gånger. Ferdinand Boberg ritade den södra delen som uppfördes 1909. Här finns sedan år 2009 Storstockholms brandförsvars ledning och delar av administrationen samt ledningsfordon, Citystyrkan. År 2008 har Räddningscentral (RC) Stockholm som tidigare varit placerad på Johannes brandstation slagits samman med RC Norr i Täby och heter nu Storstockholms räddningscentral (SSRC). Verksamheten är placerad på Täby brandstation.

## Bilder, fasaddetaljer

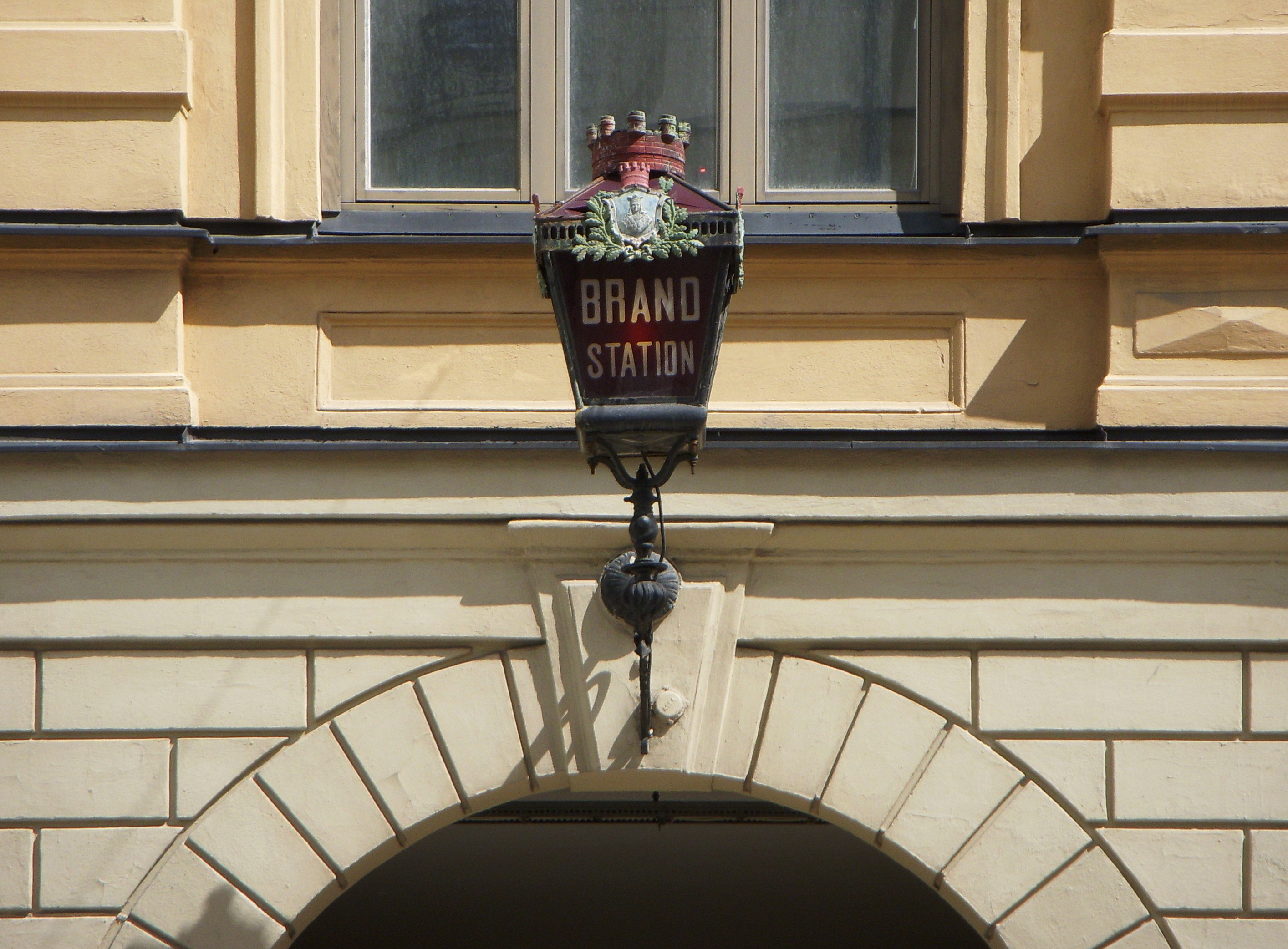
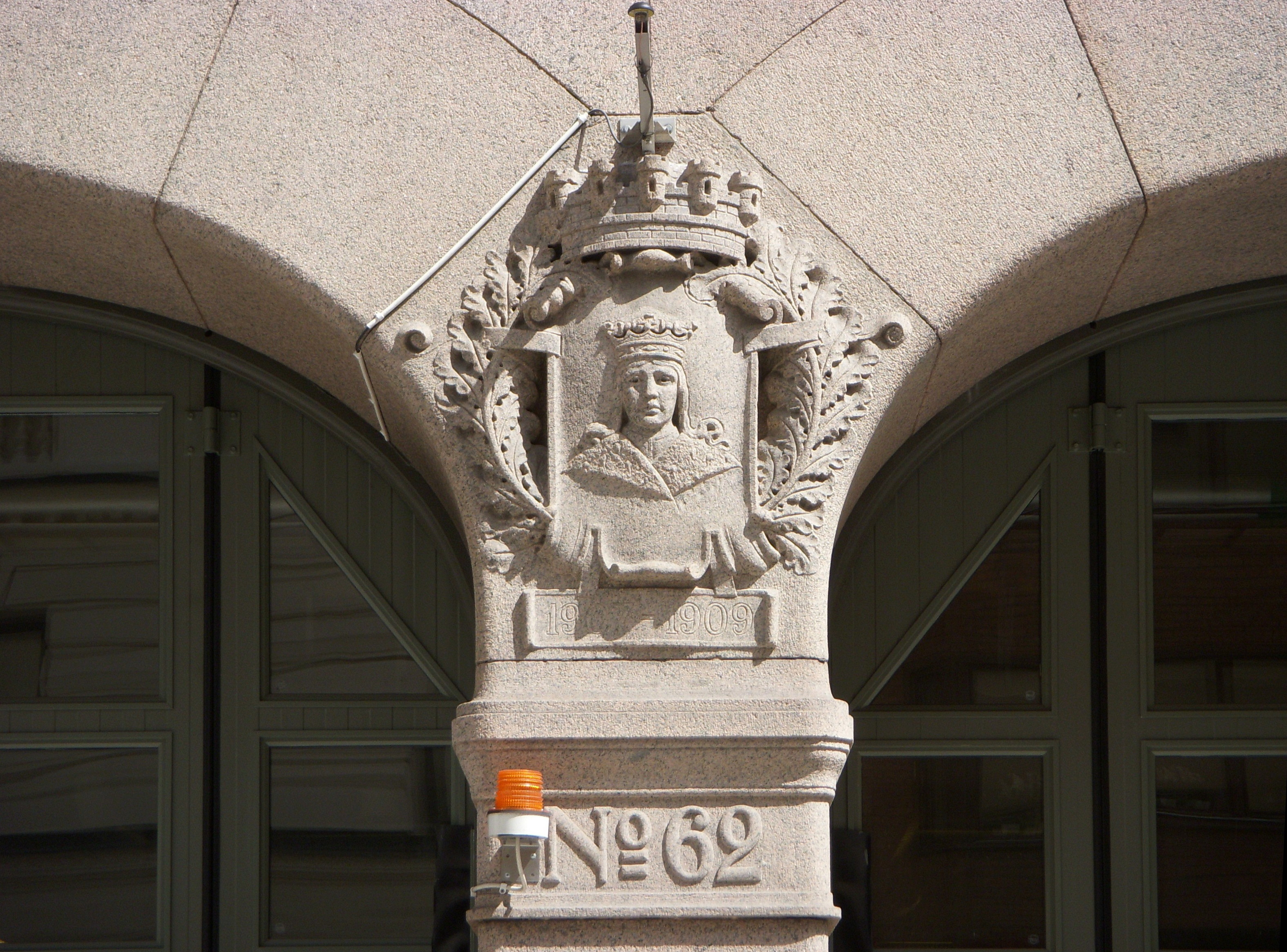
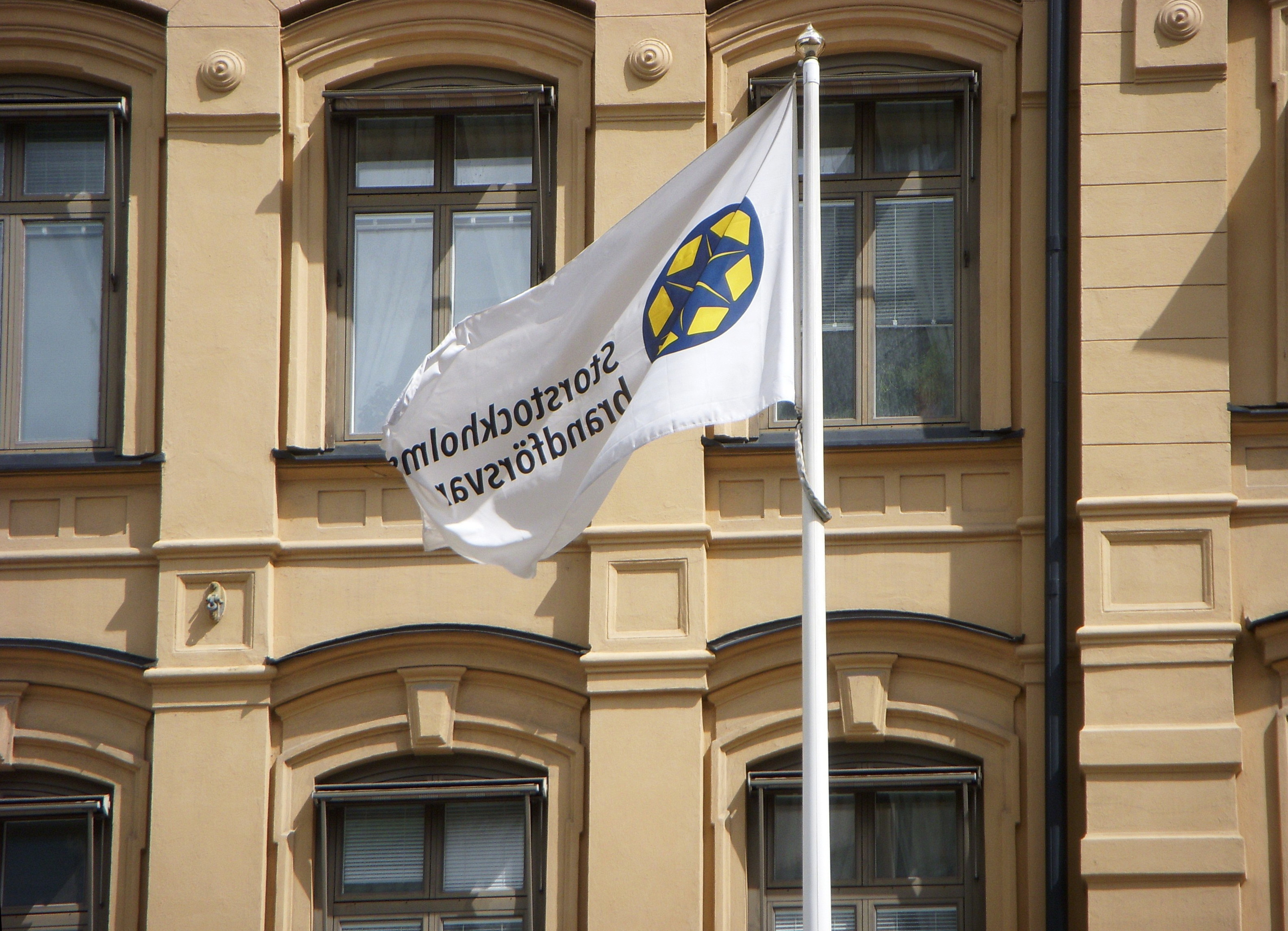

## Räddningscentralen
Räddningscentralen, RC, byggdes på 1990-talet djupt ner i berget under brandstationen och invigdes den 21 november 1997. Huvudbyggnaden i räddningscentralen är en tvåvåningsbyggnad på 3 000 kvadratmeter. Centralen fungerade som en sluten, helt självförsörjande anläggning under kristid och kunde motstå konventionella vapen utan att allvarliga skador uppstod. Centralen var försedd med gasskydd och luftreningsanläggning för att ge skydd mot C-stridsmedel. Berget och gasskyddet gav även ett begränsat skydd mot kärnvapen.

## Se även

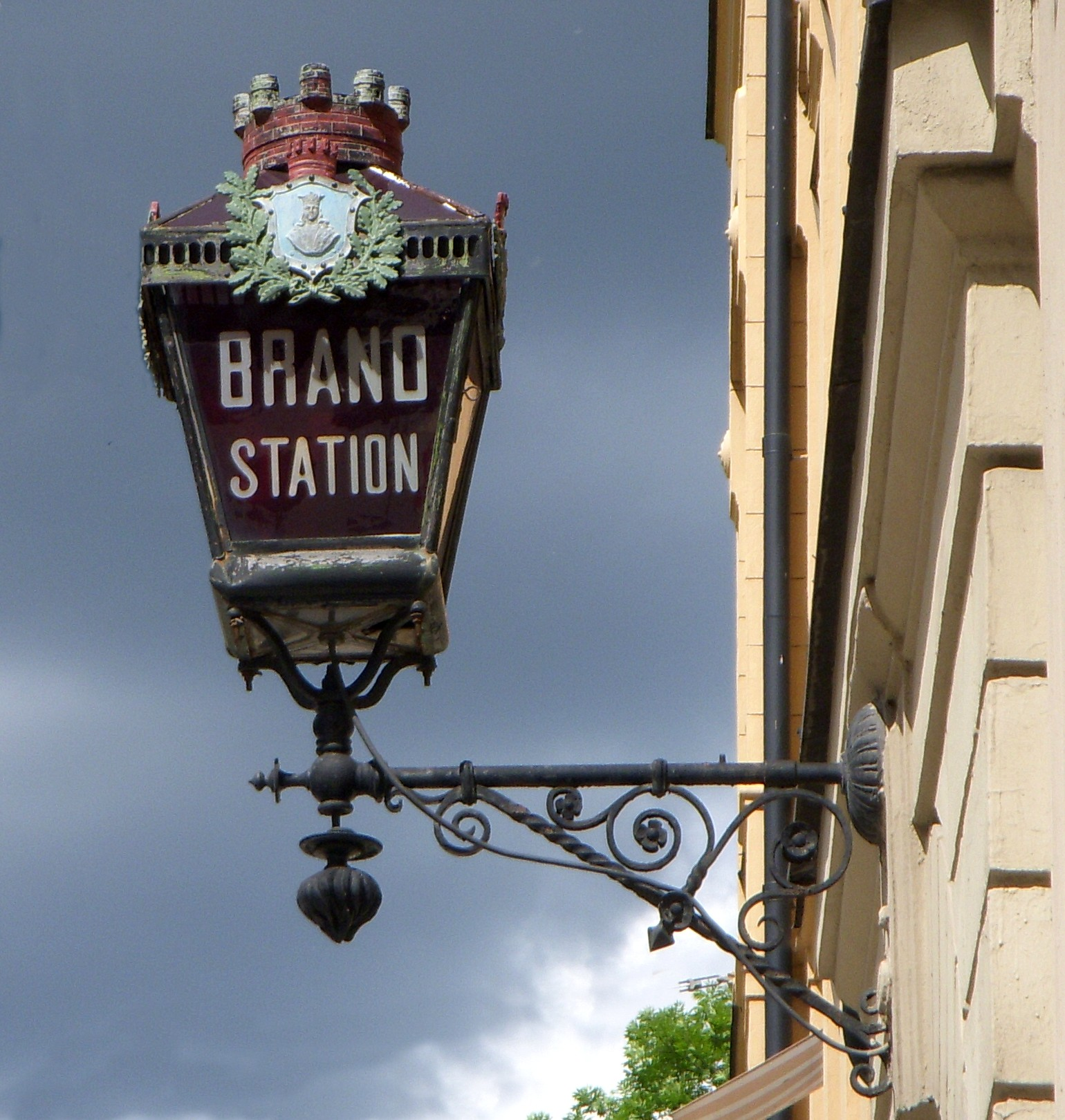
Den vackra stationslyktan satt på samtliga Stockholms innerstadsstationer.